# Cal Ferrer (Pardines)
Cal Ferrer és un mas al poble de Pardines (Ripollès) catalogat a l'Inventari del Patrimoni Arquitectònic de Catalunya. Exemple de casa rural, no solament pagesa sinó artesana. De façana triangular, del vèrtex sorgeix l'eix ordenador de les funcions que es realitzen a la casa. Tot i les modificacions sofertes, la preponderància de l'estructura i l'excepcionalitat dominant de l'abeurador en mantenen l'interès.